# Feuer-Schaf
Das Feuer-Schaf (Dingwei, chinesisch 丁未, Pinyin dīngwèi) ist das 44. Jahr des chinesischen Kalenders (siehe Tabelle 天支 60-Jahre-Zyklus). Es ist ein Begriff aus dem Bereich der chinesischen Astrologie und bezeichnet diejenigen Mondjahre, die durch eine Verbindung des vierten Himmelsstammes (丁,  dīng, Element Feuer und Yīn) mit dem achten Erdzweig (未,  wèi), symbolisiert durch das Schaf (羊,  yáng), charakterisiert sind.
Nach dem chinesischen Kalender tritt eine solche Verbindung alle 60 Jahre ein. Das letzte Feuer-Schaf-Jahr begann 1967 und dauerte wegen der Abweichung des chinesischen vom gregorianischen Kalenderjahr vom 9. Februar 1967 bis 29. Januar 1968. Das nächste Feuer-Schaf-Jahr wird am 6. Februar 2027 beginnen und am 25. Januar 2028 enden. 

## Feuer-Schaf-Jahr
Im chinesischen Kalenderzyklus ist das Jahr des Feuer-Schafs 丁未dīngwèi das 44. Jahr (am Beginn des Jahres: Feuer-Pferd 丙午 bǐngwǔ 43).
| Liste der Feuer-Schaf-Jahre des 60-Jahres-Zyklus (Ende des Zyklus – bei Zählung vom 1. Regierungsjahr Huángdì) (Beginn des Zyklus – bei Zählung vom 61. Regierungsjahr Huángdì)            |              |              |              |              |              |              |              |              |              |              |
| Zykl. | 0            | 1            | 2            | 3            | 4            | 5            | 6            | 7            | 8            | 9            |
| 0 | 2654 v. Chr. | 2594 v. Chr. | 2534 v. Chr. | 2474 v. Chr. | 2414 v. Chr. | 2354 v. Chr. | 2294 v. Chr. | 2234 v. Chr. | 2174 v. Chr. | 2114 v. Chr. |
| 10 | 2054 v. Chr. | 1994 v. Chr. | 1934 v. Chr. | 1874 v. Chr. | 1814 v. Chr. | 1754 v. Chr. | 1694 v. Chr. | 1634 v. Chr. | 1574 v. Chr. | 1514 v. Chr. |
| 20 | 1454 v. Chr. | 1394 v. Chr. | 1334 v. Chr. | 1274 v. Chr. | 1214 v. Chr. | 1154 v. Chr. | 1094 v. Chr. | 1034 v. Chr. | 974 v. Chr.  | 914 v. Chr.  |
| 30 | 854 v. Chr.  | 794 v. Chr.  | 734 v. Chr.  | 674 v. Chr.  | 614 v. Chr.  | 554 v. Chr.  | 494 v. Chr.  | 434 v. Chr.  | 374 v. Chr.  | 314 v. Chr.  |
| 40 | 254 v. Chr.  | 194 v. Chr.  | 134 v. Chr.  | 74 v. Chr.   | 14 v. Chr.   | 47           | 107          | 167          | 227          | 287          |
| 50 | 347          | 407          | 467          | 527          | 587          | 647          | 707          | 767          | 827          | 887          |
| 60 | 947          | 1007         | 1067         | 1127         | 1187         | 1247         | 1307         | 1367         | 1427         | 1487         |
| 70 | 1547         | 1607         | 1667         | 1727         | 1787         | 1847         | 1907         | 1967         | 2027         | 2087         |
| 80 | 2147         | 2207         | 2267         | 2327         | 2387         | 2447         | 2507         | 2567         | 2627         | 2687         |
| Hinweis: Die laufende Nr. des Zyklus ergibt sich aus der Zeilen-Nr. addiert mit der Spalten-Nr. Beispiel: Das Feuer-Schaf-Jahr des 35. Zyklus (Zeile 30 + Spalte 5) entspricht 554 v. Chr. |              |              |              |              |              |              |              |              |              |              |